# Числівник у праслов'янській мові
Числі́вник у праслов'я́нській мо́ві — одна із семантичних категорій, яка в праслов'янській мові ще не становила собою окремої частини мови. Сам числівник продовжує традицію індоєвропейського, а саме:
- В основі системи позначення кількості лежить десяткова система лічби, що сягає індоєвропейської давнини.

## Історія

### Порядкові числівники
Саме основи порядкових числівників стали базою, на якій розвинулась у праслов'янській мові система відповідних слів зі значенням числа й кількості.
Новотвором є прасл. *pьrvъ («перший»): від кореня *pьr- та *vo-; первісне значення — той, що стоїть перед усіма іншими. У *vъtorъ / *vъterъ виділяють суфікс -*tor / -*ter при неясній кореневій частині. У числівнику *devętь початковий [d] представлений на місті споконвічного [n], аналогічний процес мав місце і в балтійських мовах: лит. devyni. Характер і причини такої зміни досі не вияснено. Можливо, це вплив наступного *desętь.
Для праслов'янської мови відтворюють такі порядкові числівники першого десятка: *pьrvъ, *vъtorъ, *tretьjь, *četvьrtъ, *pętъ, *šestъ, *sedmъ, *osmъ, *devętъ, *desętъ; до *sъto порядковий був *sъtь. Усе це були імена прикметникового характеру, уживані з назвами предметів і разом із ними відмінювані за родами, числами й відмінками.
Для назв кількості, більшої за десяток, відповідних порядкових уживано рідко, навіть у старослов'янській мові не було єдиного типу їхнього утворення.

### Кількісні числівники
У праслов'янській мові замість індоєвропейського *oinos «один» з'явилася інша форма — *(j)edinъ, яку розглядають як поширення давнішого, пізніше втраченого *inъ підсилювальною часткою займенникового походження *(j)ed-, пор. укр. лед-ве. Проте етимологію цього слова досі не з'ясовано. Числівникові назви *pętь, *šestь, *sedmь, *osmь, *devętь були утворені від відповідних порядкових: *pętъ > *pętь, *šestъ > *šestь, *sedmъ > *sedmь, *devętъ > *devętь. Для *desętь припускають давніше походження; є сліди того, що це була основа на приголосний. Щодо числівника *sedmь, то ще в доісторичну епоху відбулося спрощення dm > m. Кількість означали також слова *oba, *sъto i *tysętja, останнє, мабуть, утворено з коренем *sъt- у другій частині і з первісним значенням «велика сотня». Слова *jedinъ, *dъva, *oba, *trьje, *četyre, виражаючи кількісну ознаку предмета, граматично належали до прикметників: вони мали родові закінчення й узгоджувалися з іменниками в роді, числі та відмінку. *Рętь — *desętь, *sъto i *tysętja мали ще характер іменника.
На позначення предметів більше десяти використовували числівникові словосполуки. Чисел другого десятка виражало поєднання «числівник із першого десятка + прийменник *na + *desętь у місц. відм.»: *dъva na desęte, *trьje na desęte, *četyre na desęte. У конструкціях на означення декількох десятків наявна відмінність між *dъva — *četyre та *рętь — *desętь: перші узгоджувалися з *desętь (*dъva desęti, *trьje desęte), а другі керували ним, вимагаючи форми род. відм. множини (*pętь desętъ, *šestь desętъ). Так само і з сотнями та тисячами: *dъvě sъtě, *četyre sъtа, *dъvě tysętji, але *pętь sъtъ, *šestь tysętjь. Кількість, яка складалася з одиниць і десятків, десятків і сотень тощо, виражали сполуки, де складники були незалежні та пов'язані сурядним сполучником: *dъva desęti і jedinъ (21) = *jedinъ і dъva desęti (21), хоча здебільшого спочатку йшли більші числа. Для третього десятка використовувано також прийменникові сполуки (*na як і для другого десятка): *dъva na dъva desęti (22), а в інших — прийменники *medjǫ, що вимагав ор. відм. від *desętь: *dъva medjǫ desętьma, *trьje medjǫ desętьma. У праслов'янській мові не існувало слова «сорок», що з'явилося в давньоруській мові з ХІІІ ст., а на позначення чотрьох десятків уживали конструкцію *četyre desęte. Те саме стосується й числівника дев'яносто, але такі вчені, як Ф. Прусін, С. Станґ, А. Ваян, О. М. Трубачов, уважають, що східнослов'янське дев'яносто — не новотвір, а успадкований діалектизм спільнослов'янської мови.
Кількість також виражали слова *obojь, *dъvojь, *trojь, *četverъ / *četvorъ, *pęterъ / *pętorъ, *šesterъ / *šestorъ, *sedmerъ / *sedmorъ, *osmerъ / *osmorъ, *devęterъ / *devętorъ, *desęterъ / *desętorъ. На відміну від назв кількості типу *dъva, *trьje, *рętь тощо, які мали характер збірних, слів *obojь, *dъvojь, *pęterъ / *pętorъ тощо вживали тоді, коли мова йшла про розчленовану кількість, тобто кількість однотипних, але чимось неоднорідних предметів. *Рęterъ / *pętorъ — *desęterъ / *desętorъ, очевидно, з'явилися в ранній період праслов'янської мови; граматично це були імена прикметникового характеру. Утворень на -*er / -*or для чисел, більших за десять, праслов'янська мова не знала.
На означення кількості могли вживати й слова, основи яких не були пов'язані з числівниковими коренями. Таким було слово *polъ «пів, половина». Словосполука *polъ і нечленного порядкового прикметника у формі род. відм. однини позначала величину, що складається з цілого й половини: *polъ vъtorа (1½), *polъ pęta (4½), *polъ desęta (9½). Інші частини одиниці позначали іменники, утворені від порядкових *četvьrtъ, *pętъ — *desętъ за допомогою суфікса -*ina: *četvьrtina, *pętina, *šestina, *sedmina, *osmina, *devętina, *desętina і *tretina для *tretьjь. Кількість із двох і більше частин виражали словсполуки: *tri četvьrtiny, *pętь osminъ тощо.
Для праслов'янської мови відтворено такі словосполуки на зразок *samъ pętъ, *samъ desętъ — своєрідні конструкції, що складалися із займенника *samъ із порядковим числівником і означали кількість, обмежену порядковим числівником, підкреслюючи, що цю кількість завершує той, хто рахує, або той предмет, який у зазначеній кількості є найважливішим.